# Андролику
Андролѝку (на гръцки: Ανδρολύκου) е село в Кипър, окръг Пафос. Според статистическата служба на Република Кипър през 2001 г. селото има 2 жители.
Намира се на 5 км югозападно от Полис.